# 吳慷仁
吳慷仁（1982年11月24日—），台灣男演員、模特兒，
出生於高雄市大寮區。2007年以《沿海岸線徵友》的小海出道，2009年參與《下一站，幸福》演出花拓也。2013年以《愛在旭日升起時》張廷旭一角獲得第18屆亞洲電視大獎最佳男主角，2015年以《麻醉風暴》獲得第50屆金鐘獎迷你劇集／電視電影男配角獎，2016年再憑《一把青》獲得第51屆金鐘獎戲劇節目男主角獎。2017年，以電影《白蟻：慾望謎網》獲得第19屆台北電影節最佳男主角。2023年以電影《富都青年》獲得第60屆金馬獎最佳男主角獎，2024年以電視劇《有生之年》獲得第59屆金鐘獎戲劇節目男主角獎。

## 個人背景
吳慷仁出生於高雄的眷村，就讀楠梓區加昌國小及和平國中（現後勁國中），畢業於高雄市立中正高級工業職業學校控制科。從小父母離異，國中開始打工補貼家用，做過水電箱焊接工、工地臨時粗工、餐廳服務生、調酒師、擺地攤、超市打工等工作。

## 個人生活
2017年吳慷仁、邵雨薇共同主演電視劇《極品絕配》相识，雙方當時各自都有另一半，而後开始交往但数度分合，直到2020年11月11日，邵雨薇承认恋情。

## 演藝經歷
2007年起，因雜誌和電視廣告的演出，跨入演藝圈。爾後，由於電影《渺渺》和電視劇《下一站，幸福》的角色和高收視率，進一步受到觀眾矚目。
2013年以《愛在旭日升起時》張廷旭一角獲得第18屆亞洲電視大獎最佳男主角，為演藝生涯首座獎座。
2015年，憑著《出境事務所》和《麻醉風暴》分別入圍第50屆金鐘獎戲劇節目男主角獎與迷你劇集／電視電影男配角獎。最終以《麻醉風暴》葉建德一角獲得迷你劇集／電視電影男配角獎。
2015年9-10月拍攝電影《白蟻：慾望謎網》，為詮釋角色從70公斤減重至56公斤，片中表現獲得金馬執委會執行長聞天祥及評審推崇，為2016年第53屆金馬獎男主角獎項之遺珠。
2016年以《一把青》的郭軫一角獲得第51屆金鐘獎戲劇節目男主角獎，致詞時表示『電視圈內其實有很多菁英，大家只是在等待一個可以被看見的機會』呼籲政府多支持台灣的影視產業。
2016年10-11月拍攝《麻醉風暴2》為演出角色假釋出獄的體態，增重到85公斤。之後又為2017年1月中開拍的三立偶像劇《極品絕配》減重12公斤。
2017年與温貞菱共同擔任第19屆台北電影節電影大使，並以電影《白蟻：慾望謎網》獲得最佳男主角。同年以《植劇場－戀愛沙塵暴》於第52屆金鐘獎入圍戲劇節目男主角獎、《望月》入圍迷你劇集／電視電影男主角獎。
2019年以公視社會寫實電視劇《我們與惡的距離》入圍第54屆金鐘獎「戲劇節目男主角獎」，同年拍攝公視旗艦大戲《斯卡羅》，為詮釋角色，減重11公斤。
2020年主演的電影《我沒有談的那場戀愛》於3月23日開鏡，由金鐘編導徐譽庭與導演許智彥共同執導，搭檔歌手艾怡良及演員傅孟柏，並為角色增重20公斤。
2021年演出由Netflix獨家出品上線《華燈初上》年度話題網路劇，戲中飾演「Sugar」酒店的老闆劉寶龍，生理性別為男性，但經營「Sugar」時常以變裝皇后打扮接待客人。接演該角色突破過往形象的演出。
2022於台劇《她和她的她》中飾演杜駿儒，性格陰晴不定、狠戾，不僅對妻子顏聖華冷暴力，還拿偷拍的影片威脅林晨曦。
2023年演出由Netflix獨家出品上線《模仿犯》，改編自日本作家宮部美幸同名小說的年度話題推理劇，戲中飾演台版劇集衍伸出來的新角色郭曉其，採取以收斂的方式演出，內斂層次演技驚豔不少觀眾且獲得高度讚賞。
2023年，憑著電影《富都青年》獲得第60屆金馬獎最佳男主角獎。
2024年，憑著電影《但願人長久》奪得第30屆香港電影評論學會大獎最佳男演員。
2024年9月，吳慷仁與中國大陸經紀公司「壹心娛樂」簽約，赴陸發展演藝事業。

## 演出作品

### 電影
| 年份   | 片名                     | 導演           | 飾演                                     | 備註     |
| ------ | ------------------------ | -------------- | ---------------------------------------- | -------- |
| 2008年 | 《渺渺》                 | 程孝澤         | 貝家欣                                   |          |
| 2010年 | 《當愛來的時候》         | 張作驥         | 牟宗福                                   | 特別演出 |
| 2011年 | 《河豚》                 | 李啟源         | 棒球教練                                 |          |
| 2012年 | 《第三個願望》           | 黃銘正         | 何榮光 （運動神經元疾病患者／漸凍人）    |          |
| 2013年 | 《微光閃亮 第一個清晨》  | 王逸白         | 阿昇                                     |          |
| 2015年 | 《屍憶》                 | 謝庭菡         | 劉承皓                                   |          |
| 2017年 | 《白蟻-慾望謎網》        | 朱賢哲         | 白以德                                   |          |
| 2018年 | 《引爆點》               | 莊景燊         | 周建生                                   |          |
| 2018年 | 《狂徒》                 | 洪子烜         | 標哥                                     |          |
| 2018年 | 《小美》                 | 黃榮昇         | 攝影師                                   |          |
| 2019年 | 《非分熟女》             | 曾翠珊         | 家豪                                     |          |
| 2019年 | 《五月天人生無限公司3D》 | 陳奕仁         | 公司職員，曾是棒球選手。劇中Ella的前男友 |          |
| 2019年 | 《第九分局》             | 王鼎霖         | MIB警員                                  | 客串     |
| 2021年 | 《我沒有談的那場戀愛》   | 徐譽庭、許智彥 | 南之仰(南人)                             |          |
| 2023年 | 《富都青年》             | 王禮霖         | 阿邦 (社會底層苟延殘喘生存的無國籍公民)  |          |
| 2023年 | 《但願人長久》           | 祝紫嫣         | 林覺民                                   |          |
| 2024年 | 《還錢》                 | 王鼎霖         | 陳海瑞                                   |          |
| 2024年 | 《破浪男女》             | 楊雅喆         | 單親霸                                   |          |
| 2024年 | 《默殺：無聲之地》       | 柯汶利         | 陳明章                                   |          |
| 2025年 | 《寒戰1994》             | 梁樂民、陸劍青 |                                          |          |
| 2025年 | 《南方時光》             | 曹仕翰         |                                          |          |
| 2025年 | 《緝鬼劍》               | 洪子烜         |                                          |          |
| 待上映 | 《克什米爾公主號》       | 劉偉強         |                                          |          |

### 長篇劇集
| 年份   | 電視臺                 | 劇名                   | 飾演               | 導演                   | 備註         |
| ------ | ---------------------- | ---------------------- | ------------------ | ---------------------- | ------------ |
| 2009年 | 台視 三立都會台        | 《下一站，幸福》       | 花拓也             | 陳慧翎                 |              |
| 2010年 | 台視 三立都會台        | 《鍾無艷》             | 秦楚 Howard / 秦燕 | 林清振                 |              |
| 2011年 | 台視                   | 《》                   | 馬尚宏/馬尚萊      | 龍冠武、于胡保         |              |
| 2012年 | 華視 東森綜合台        | 《粉愛粉愛你》         | 卜浩文             | 劉俊傑                 | 客串         |
| 2012年 | 台視                   | 《花是愛》             | 白宗祐             | 黃天仁                 |              |
| 2012年 | 大愛電視               | 《愛在旭日升起時》     | 張廷旭             | 張佳賢                 |              |
| 2012年 | 三立都會台 東森綜合台  | 《真愛找麻煩》         | 趙東陽             | 馮凱、吳蒙恩           |              |
| 2013年 | 三立都會台 東森綜合台  | 《金大花的華麗冒險》   | 歐陽泰             | 張哲書、胡意涓、許珮珊 |              |
| 2013年 | 大愛電視               | 《碧海映藍天》         | 簡春益             | 傅國樑                 |              |
| 2014年 | 華視 TVBS歡樂台        | 《A咖的路》            | 周書宇             | 林子平、何東興、林清振 |              |
| 2014年 | 中視 中天娛樂台        | 《謊言遊戲》           | 魏友諒             | 鄧安寧                 |              |
| 2014年 | 台視 八大綜合台        | 《徵婚啟事》           | 徐磊               | 連奕琦                 | 單元主角     |
| 2014年 | 大愛電視               | 《河畔卿卿》           | 路人甲             | 鄧安寧                 | 客串演出     |
| 2015年 | 中視 中天娛樂台        | 《鋼鐵之心》           | 鋼管舞老師         | 鄧安寧                 | 客串演出     |
| 2015年 | 公視                   | 《麻醉風暴》           | 葉建德             | 蕭力修                 |              |
| 2015年 | 客家電視台             | 《出境事務所》         | 趙聖偉             | 許肇任                 |              |
| 2015年 | 中視 中天綜合台        | 《超級大英雄》         | 孫彥軍             | 周曉鵬                 |              |
| 2016年 | 公視                   | 《一把青》             | 郭軫               | 曹瑞原                 |              |
| 2016年 | 台視 八大綜合台        | 《滾石愛情故事-愛情》  | 張敬燁             | 陳銘章                 |              |
| 2016年 | 台視 八大綜合台        | 《植劇場－戀愛沙塵暴》 | 林亦得             | 北村豐晴               |              |
| 2017年 | 三立都會台 東森綜合台  | 《極品絕配》           | 霍廷恩             | 羅安得                 |              |
| 2017年 | 三立都會台 台視        | 《我的愛情不平凡》     | 霍廷恩             | 張晉榮                 | 客串         |
| 2017年 | 公視                   | 《麻醉風暴2》          | 葉建德             | 蕭力修                 |              |
| 2018年 | 三立都會台 台視        | 《已讀不回的戀人》     | 路人               | 羅安得                 | 客串         |
| 2019年 | 公視                   | 《我們與惡的距離》     | 王赦               | 林君陽                 |              |
| 2021年 | 公視                   | 《斯卡羅》             | 水仔               | 曹瑞原                 |              |
| 2021年 | Netflix                | 《華燈初上》           | 劉寶龍（寶寶）     | 連奕琦                 |              |
| 2022年 | Netflix                | 《媽，別鬧了！》       | 羅襄育/許家豪      | 陳慧翎                 |              |
| 2022年 | Netflix                | 《她和她的她》         | 杜駿儒             | 卓立                   |              |
| 2023年 | Netflix                | 《模仿犯》             | 郭曉其             | 張榮吉、張亨如         |              |
| 2023年 | TVBS歡樂台             | 《有生之年》           | 高嘉岳             | 許肇任                 |              |
| 2024年 | Hami Video 中華電信MOD | 《塑膠花》             | 金勤               | 鄭雅之                 |              |
| 2025年 | 公視                   | 《我們與惡的距離 II》  | 王赦               | 林君陽                 | 第10集、客串 |
| 2025年 |                        | 《時候》               |                    | 曹瑞原                 |              |
| 待播   | 中國大陸               | 《執迷》               |                    |                        |              |

### 迷你劇集
| 年份   | 片名                                  | 飾演       | 導演                                   | 播出頻道   |
| ------ | ------------------------------------- | ---------- | -------------------------------------- | ---------- |
| 2010年 | 《他們在畢業的前一天爆炸》            | 警察       | 鄭有傑                                 | 公共電視   |
| 2012年 | 《愛在旭日升起時》                    | 張廷旭     | 張佳賢                                 | 大愛電視   |
| 2015年 | 《麻醉風暴》                          | 葉建德     | 蕭力修                                 | 公共電視   |
| 2016年 | 《迷徒Chloe》                         | 汪士棋     | 曾敬懿                                 | LINE TV    |
| 2016年 | 《CODE浮士德遊戲》                    | Alex陳偉辰 | 詹大為                                 | 台灣愛奇藝 |
| 2017年 | 《望月》                              | 周大隆     | 廖士涵                                 | 大愛電視   |
| 2018年 | 《你的孩子不是你的孩子-媽媽的遙控器》 | 神祕男子   | 陳慧翎                                 | 公共電視   |
| 2018年 | 《憤怒的菩薩》                        | 陶展文     | 許肇任                                 | 公共電視   |
| 2019年 | 《俗女養成記》                        | 陳晉清     | 嚴藝文、陳長綸                         | 華視       |
| 2020年 | 《彼岸之嫁》                          | 二郎       | 郭修篆、何宇恆                         | Netflix    |
| 2021年 | 《亞洲怪談2：送煞》                   | 李翔       | 廖士涵                                 | HBO Asia   |
| 2023年 | 《此時此刻》                          | 趙霆宇     | 連奕琦、吳宗叡、高炳權、黃綺琳、黃婕妤 | Netflix    |
| 2025年 | 《親密之海》                          | 陳漢榮     | 呂吉元、蔡柏璋                         | CATCHPLAY+ |

### 電視電影
| 年份   | 片名                   | 飾演                         | 導演   | 播出頻道 |
| ------ | ---------------------- | ---------------------------- | ------ | -------- |
| 2007年 | 《沿海岸線徵友》       | 小海                         | 陳俊志 | 公共電視 |
| 2007年 | 《與男友的前女友密談》 |                              | 陳慧翎 | 公共電視 |
| 2008年 | 《台北異想：舊．情人》 | 菜鳥小弟                     | 程孝澤 | 公共電視 |
| 2013年 | 《那天媽媽來看我》     | 何軒                         | 郭春暉 | 公共電視 |
| 2014年 | 《搆不到的訊號》       | 天缐男                       | 周語莊 | 公共電視 |
| 2014年 | 《小胸維妮的幸福旅程》 | 何大偉                       | 朱家麟 | 緯來電影 |
| 2016年 | 《鮮肉老爸》           | 邱敏輝(「奶油起司」團員Bony) | 高炳權 | 衛視電影 |
| 2017年 | 《我的禮物》           | 趙以忠                       | 王鼎霖 | 緯來電影 |
| 2017年 | 《》                   | 方毅                         | 簡學彬 | 公共電視 |

### 電影短片/微電影
| 年份   | 片名                                                         | 飾演       | 導演   |
| ------ | ------------------------------------------------------------ | ---------- | ------ |
| 2009年 | 《愛情的盡頭》                                               |            | 許立達 |
| 2010年 | 《清蜜星體驗第五篇：獅子座為愛包容》                         | 阿凱       | 連奕琦 |
| 2010年 | 《清蜜星體驗第六篇：處女座不再挑剔》                         | 阿凱       | 連奕琦 |
| 2012年 | 《這一刻愛吧！》                                             | 帥毅強     | 連奕琦 |
| 2012年 | 《經濟適用男》                                               | 阿翰       | 溫知儀 |
| 2012年 | 《校園三快客》                                               | 吳士翰     | 溫知儀 |
| 2012年 | 《九州 向愛走》                                              | 林白       | 陳鈺杰 |
| 2012年 | 《東京 不見不散》                                            | 阿志       | 陳鈺杰 |
| 2014年 | 《42分鐘》                                                   | 方又海     | 羅晨文 |
| 2016年 | 《我們都不應該討論愛情》                                     | 明龍       | 范揚仲 |
| 2017年 | 《寫真咖啡館》                                               | 林文龍     | 林文龍 |
| 2017年 | 《獨奏》                                                     | 智能不足者 | 劉邦耀 |
| 2021年 | 《須菩提的眼淚》                                             |            | 郝芳葳 |
| 2021年 | 《【俗女養成記２】當阿嬤ft.婆婆－ 施打疫苗後「口罩不能拔」》 |            |        |
| 2023年 | 營養師輕食《神探阿江＆慷仁》                                 | 吳神探     |        |
| 2024年 | 營養師輕食益生菌                                             | 吳神探     | 安竹間 |

### 配音
| 動畫   |                     |          |        |
| 年份   | 片名                | 飾演     | 導演   |
| 2021年 | 《勇者動畫系列》    | 首席勇者 | 楊子霆 |
| 電玩   |                     |          |        |
| 年份   | 名稱                | 角色     | 製作人 |
| 2022年 | 《打鬼PAGUI》第二章 | 昌宏     |        |

### 音樂錄影帶
- 2007 楊丞琳《缺氧》
- 2008 丁噹《猜不透》
- 2008 張信哲《殘念》
- 2008 張信哲《逃生》
- 2012 郭靜《單身美好》（花是愛片頭曲）
- 2012 陳勢安《再痛也沒關係》（花是愛片尾曲）
- 2014 陳嘉樺《真的我》（謊言遊戲主題曲）
- 2015 草莓救星《一百萬隻蝴蝶》（麻醉風暴主題曲）
- 2015 羅文裕《放心去旅行》（出境事務所主題曲）
- 2015 田馥甄《看淡》（一把青片頭曲）
- 2015 林宥嘉《天上的男人 地上的女人》（一把青片尾曲）
- 2015 管罄《什麼東西》
- 2016 李千娜《說實話》
- 2016 吳慷仁+曹西平《野性的青春》
- 2016 五月天《頑固》
- 2017 五月天《終於結束的起點》(左邊的他版)
- 2017 五月天《終於結束的起點》(右邊的她版)
- 2017 五月天《終於結束的起點》(官方完整版)
- 2019 邵雨薇《裝睡的人》
- 2019 傻子與白痴《HoydeA》
- 2023 麋先生《一種說法》
- 2023 原子邦妮《給我一杯快樂水》

## 音樂作品
- 2012年：單曲《睡吧》（《第三個願望》電影主題曲）
- 2014年：錄音《朋友》（《A咖的路》電視插曲，洪敬堯指導）
- 2014年：錄音《洋蔥》（《A咖的路》電視插曲，洪敬堯指導）
- 2014年：錄音《春天裡》（《A咖的路》電視插曲，洪敬堯指導）
- 2016年：吳慷仁+曹西平《野性的青春》

## 獎項紀錄
| 年份   | 頒獎典禮                                          | 獎項                       | 作品                       | 角色   | 結果 |
| ------ | ------------------------------------------------- | -------------------------- | -------------------------- | ------ | ---- |
| 2013年 | 第8屆首爾國際電視節                               | 台灣最受歡迎男演員         | 《金大花的華麗冒險》       | 歐陽泰 | 提名 |
| 2013年 | 第18屆亞洲電視大獎                                | 最佳戲劇男主角             | 《愛在旭日升起時》         | 張廷旭 | 獲獎 |
| 2015年 | 第50屆金鐘獎                                      | 戲劇節目男主角獎           | 客家劇場—《出境事務所》    | 趙聖偉 | 提名 |
| 2015年 | 第50屆金鐘獎                                      | 迷你劇集／電視電影男配角獎 | 《麻醉風暴》               | 葉建德 | 獲獎 |
| 2016年 | 第51屆金鐘獎                                      | 戲劇節目男主角獎           | 《一把青》                 | 郭軫   | 獲獎 |
| 2017年 | 第19屆台北電影獎                                  | 最佳男主角獎               | 《白蟻-慾望謎網》          | 白以德 | 獲獎 |
| 2017年 | 第12屆APN亞太製片人協會                           | 年度優秀男演員獎           |                            |        | 獲獎 |
| 2017年 | 第52屆金鐘獎                                      | 戲劇節目男主角獎           | 《植劇場－戀愛沙塵暴》     | 林亦得 | 提名 |
| 2017年 | 第52屆金鐘獎                                      | 迷你劇集／電視電影男主角獎 | 《望月》                   | 周大隆 | 提名 |
| 2017年 | GQ Men of the Year Awards (MOTY) 年度風格男人大獎 | 實力派男主角               |                            |        | 獲獎 |
| 2017年 | 第22屆亞洲電視大獎                                | 最佳戲劇男主角             | 《望月》                   | 周大隆 | 提名 |
| 2018年 | ELLE Style Awards 風格人物大賞                    | 最具風格男演員獎           |                            |        | 獲獎 |
| 2019年 | 第54屆金鐘獎                                      | 戲劇節目男主角獎           | 《我們與惡的距離》         | 王赦   | 提名 |
| 2019年 | 第2屆亞洲影藝創意大獎                             | 最佳男主角獎               | 《我們與惡的距離》         | 王赦   | 提名 |
| 2021年 | 第23屆台北電影獎                                  | 最佳男主角                 | 《我沒有談的那場戀愛》     | 南之仰 | 提名 |
| 2022年 | 第57屆金鐘獎                                      | 戲劇節目男配角獎           | 《斯卡羅》                 | 水仔   | 提名 |
| 2022年 | 第5屆亞洲影藝創意大獎                             | 最佳男配角獎               | 《華燈初上》               | 劉寶龍 | 獲獎 |
| 2023年 | 第58屆金鐘獎                                      | 戲劇節目男主角獎           | 《模仿犯》                 | 郭曉其 | 提名 |
| 2023年 | 第17屆西寧FIRST青年電影展                         | 主競賽單元最佳演員         | 《富都青年》               | 阿邦   | 獲獎 |
| 2023年 | 第60屆金馬獎                                      | 最佳男主角                 | 《富都青年》               | 阿邦   | 獲獎 |
| 2023年 | 第11屆菲律賓QCinema國際電影節                     | 最佳演員獎                 | 《富都青年》               | 阿邦   | 獲獎 |
| 2023年 | 第1屆沖繩環太平洋國際電影節                       | 最佳主演賞                 | 《富都青年》               | 阿邦   | 獲獎 |
| 2024年 | 第30屆香港電影評論學會大獎                        | 最佳男演員                 | 《但願人長久》             | 林覺民 | 獲獎 |
| 2024年 | 第1屆金狼獎                                       | 最佳演員獎                 | 原子邦妮〈給我一杯快樂水〉 |        | 提名 |
| 2024年 | 第17屆亞洲電影大獎                                | 最佳男主角                 | 《富都青年》               | 阿邦   | 提名 |
| 2024年 | 第15屆青年電影手冊年度盛典                        | 年度男演員                 | 《富都青年》               | 阿邦   | 獲獎 |
| 2024年 | 第2屆香港網絡影評人HIGHLIGHT大獎                  | 最HIGHLIGHT男配角          | 《但願人長久》             | 林覺民 | 獲獎 |
| 2024年 | 第42屆香港電影金像獎                              | 最佳男配角                 | 《但願人長久》             | 林覺民 | 提名 |
| 2024年 | 第2屆越南峴港亞洲電影節                           | 最佳男主角                 | 《但願人長久》             | 林覺民 | 獲獎 |
| 2024年 | 第7屆馬來西亞國際電影節暨金環獎                   | 最佳男主角                 | 《富都青年》               | 阿邦   | 獲獎 |
| 2024年 | 第6屆亞洲內容大獎&全球OTT大獎                     | 最佳男主角                 | 《有生之年》               | 高嘉岳 | 提名 |
| 2024年 | 第59屆金鐘獎                                      | 戲劇節目男主角獎           | 《有生之年》               | 高嘉岳 | 獲獎 |
| 2024年 | 亞洲影藝創意大獎                                  | 最佳男主角獎               | 《有生之年》               | 高嘉岳 | 提名 |
| 2025年 | 第18屆亞洲電影大獎                                | AFA新世代獎                |                            |        | 獲獎 |

## 外部連結
- 吳慷仁的Facebook專頁
- 吳慷仁的新浪微博
- 吳慷仁在香港影庫上的簡介
- 吳慷仁在台灣電影網上的資料（繁體中文）
- 吴慷仁在豆瓣上的资料（简体中文）